# Gazzo
Gazzo is een gemeente in de Italiaanse provincie Padua (regio Veneto) en telt 3697 inwoners (31-12-2004). De oppervlakte bedraagt 22,7 km², de bevolkingsdichtheid is 163 inwoners per km².
De volgende frazioni maken deel uit van de gemeente: Grossa, Gaianigo, Grantortino, Villalta.

## Demografie
Gazzo telt ongeveer 1215 huishoudens. Het aantal inwoners steeg in de periode 1991-2001 met 11,5% volgens cijfers uit de tienjaarlijkse volkstellingen van ISTAT.
| Jaar | Inwoneraantal |
| ---- | ------------- |
| 1991 | 3101          |
| 2001 | 3457          |

## Geografie
Gazzo grenst aan de volgende gemeenten: Camisano Vicentino (VI), Grantorto, Grumolo delle Abbadesse (VI), Piazzola sul Brenta, Quinto Vicentino (VI), San Pietro in Gu, Torri di Quartesolo (VI).